# GDDR5
Graphics Double Data Rate 5 Synchronous Dynamic Random-Access Memory (GDDR5 SDRAM) é um tipo de memória gráfica de acesso aleatório síncrona (SGRAM) com uma interface de alta largura de banda ("double data rate") projetada para uso em placas gráficas, consoles de jogos, e computação de alto desempenho. É um tipo de GDDR SDRAM (gráficos DDR SDRAM).

## Visão geral
Assim como seu antecessor, GDDR4, o GDDR5 é baseado em memória DDR3 SDRAM, que possui o dobro de linhas de dados em comparação com DDR2 SDRAM. GDDR5 também usa buffers de pré-busca de 8 bits semelhantes a GDDR4 e DDR3 SDRAM.
GDDR5 SGRAM está em conformidade com os padrões estabelecidos na especificação GDDR5 pelo JEDEC. SGRAM é de porta única. No entando, pode abrir duas páginas de memória ao mesmo tempo, o que simula a natureza de porta dupla de outras tecnologias VRAM. Ele usa uma arquitetura de pré-busca 8N e interface DDR para obter uma operação de alto desempenho e pode ser configurado para operar no modo x32 ou no modo x16 (clamshell), que é detectado durante a inicialização do dispositivo. A interface GDDR5 transfere duas palavras de dados de 32 bits por ciclo de clock de gravação (WCK) de/para os pinos E/S. Correspondendo à pré-busca 8N, um único acesso de gravação ou leitura consiste em uma transferência de dados de dois ciclos de clock CK de 256 bits de largura no núcleo da memória interna e oito transferências de dados de meio ciclo de clock WCK de 32 bits de largura correspondentes no pino I/O.
GDDR5 opera com dois tipos de clock diferentes. Um relógio de comando diferencial (CK) como referência para entradas de endereço e comando, e um relógio de gravação diferencial encaminhado (WCK) como referência para leituras e gravações de dados, que funciona com o dobro da frequência CK. Sendo mais preciso, o SGRAM GDDR5 utiliza um total de três clocks: dois clocks de escrita associados a dois bytes (WCK01 e WCK23) e um clock de comando único (CK). Tomando como exemplo um GDDR5 com taxa de dados de 5 Gbit/s por pino, o CK funciona com 1,25 GHz e ambos os WCK têm clock de 2,5 GHz. Os CK e WCKs são alinhados em fase durante a sequência de inicialização e treinamento. Este alinhamento permite acesso de leitura e gravação com latência mínima.
Um único chip GDDR5 de 32 bits tem cerca de 67 pinos de sinal e o resto é alimentação e aterramento no pacote BGA 170.

## Comercialização de GDDR5
O GDDR5 foi revelado pela Samsung Electronics em julho de 2007. Eles anunciaram que produziriam o GDDR5 em massa a partir de janeiro de 2008.
A Hynix Semiconductor lançou a primeira memória GDDR5 de classe "1 Gb" de 60 nm  (10243 bits) da indústria em 2007. Ela suportava uma largura de banda de 20 GB/s em um barramento de 32 bits, o que permite configurações de memória de 1 GB em 160 GB/s com apenas 8 circuitos em um barramento de 256 bits. No ano seguinte, em 2008, a Hynix superou essa tecnologia com sua memória GDDR5 de classe "1 Gb" de 50nm.
Em novembro de 2007, Qimonda, um spin-off da Infineon, demonstrou e testou o GDDR5, e lançou um artigo sobre as tecnologias por trás do GDDR5. Em 10 de maio de 2008, a Qimonda anunciou a produção em volume de componentes GDDR5 de 512 Mb classificados em 3,6 Gbit/s (900 MHz), 4,0 Gbit/s (1 GHz) e 4,5 Gbit/s (1,125Ghz).
Em 20 de novembro de 2009, a Elpida Memory anunciou a abertura do Munich Design Center da empresa, responsável pelo design e engenharia de Graphics DRAM (GDDR). A Elpida recebeu ativos de design GDDR da Qimonda AG em agosto de 2009, após a falência da Qimonda. O centro de design tem aproximadamente 50 funcionários e está equipado com equipamentos de teste de memória de alta velocidade para uso no design, desenvolvimento e avaliação de memória gráfica. Em 31 de julho de 2013, a Elpida tornou-se uma subsidiária integral da Micron Technology e com base nos perfis profissionais públicos atuais do LinkedIn, a Micron continua a operar o Centro de Design em Munique.
Hynix 40nm classe "2 Gb" (2 x 10243 bits) GDDR5 foi lançado em 2010. Ele opera a uma velocidade de clock efetiva de 7 GHz e processa até 28 GB/s. Chips de memória GDDR5 de "2 Gb" permitirão placas gráficas com 2 GB ou mais de memória integrada com largura de banda de pico de 224 GB/s ou superior. Em 25 de junho de 2008, a AMD se tornou a primeira empresa a lançar produtos usando memória GDDR5 com sua série de placs de vídeo Radeon HD 4870, incorporando módulos de memória de 512 Mb da Qimonda com largura de banda de 3,6 Gbit/s.
Em junho de 2010, a Elpida Memory anunciou a solução de memória de 2 Gb GDDR5 da empresa, que foi desenvolvida no Munich Design Center da empresa. O novo chip pode funcionar com velocidade de clock efetiva de até 7 Ghz e será usado em placas gráficas e outros aplicativos de memória de alta largura de banda.
Os componentes GDDR5 de "4 Gb" (4 x 10243 bits) tornaram-se disponíveis no terceiro trimestre de 2013. Lançado inicialmente pela Hynix, a Micron Technology rapidamente deu continuidade ao lançamento de sua implementação em 2014. Em 20 de fevereiro de 2013, foi anunciado que o PlayStation 4 usaria dezesseis chips de memória GDDR5 de 4 Gb para um total de 8 GB de GDDR5 @ 176 Gbit/s (CK 1,375 GHz e WCK 2,75 GHz) como sistema combinado e RAM gráfica para uso com seu sistema com tecnologia AMD em um chip compreendendo 8 núcleos Jaguar, processadores shader 1152 GCN e AMD TrueAudio. A demontagem do produto confirmou posteriormente a implementação de memória GDDR5 baseada em 4 Gb no PlayStation 4.
Em fevereiro de 2014, como resultado da aquisição da Elpida, a Micron Technology adicionou produtos GDDR5 de 2 Gb e 4 Gb ao protfólio de soluções de memória gráfica da empresa.
Em 15 de janeiro de 2015, a Samsung anunciou em um comunicado à imprensa que havia iniciado a produção em massa de chips de memória GDDR5 de "8 Gb" (8 x 10243 bits) baseados em um processo de fabricação de 20 nm. Para atender à demanda de monitores de resolução mais alta (como 4K) que se tornando mais populares, são neessários chips de maior densidade para facilitar buffers de quadros maiores para computação gráficamente intensiva, ou seja, jogos de PC e outras renderizações 3D. A largura de banda aumentada dos novos módulos de alta densidade equivale a 8 Gbit/s por pino x 170 pinos no pacote BGA x 32 bits por ciclo de E/S, ou largura de banda efetiva de 256 Gbit/s por chip.
Em 6 de janeiro de 2015, o presidente da Micron Technology, Mark Adams, anunciou a amostragem bem-sucedida de 8 Gb GDDR5 na teleconferência de resultados fiscais do primeiro trimestre de 2015 da empresa. A empresa anunciou então, em 25 de janeiro de 2015, que havia iniciado as remessas comerciais de GDDR5 usando uma tecnologia de processo de 20 nm. O anúncio formal do GDDR5 de 8 Gb da Micron apareceu na forma de uma postagem de blog de Kristopher Kido no site da empresa em 1º de setembro de 2015.

## GDDR5X
Em janeiro de 2016, a JEDEC padronizou o GDDR5X SGRAM. O GDDR5X visa uma taxa de transferência de 10 a 14 Gbit/s por pino, o dobro do GDDR5. Essencialmente, ele fornece ao controlador de memória a opção de usar um modo de taxa de dados dupla que possui uma pré-busca de 8n ou um modo de taxa de dados quádrupla que possui uma pré-busca de 16n. GDDR5 possui apenas um modo de taxa de dados dupla que possui uma pré-busca de 8n. GDDR5X também usa 190 pinos por chip (190 BGA). Em comparação, o GDDR5 padrão tem 170 pinos por chip; (170 BGA). Portanto, requer um PCB modificado. QDR (quad data rate) pode ser usado em referência ao relógio de comando de gravação (WCK) e ODR (Octal Data Rate) em referência ao relógio de comando (CK).

### Comercialização GGDR5X

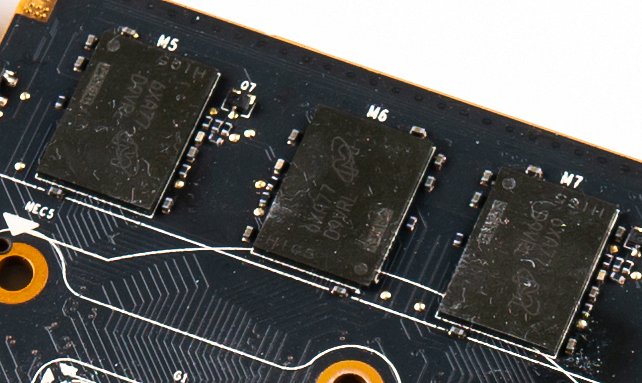
GDDR5X no 1080 Ti

A Micron Technology começou a testar chips GDDR5X em março de 2016, e iniciou a produção em massa em maio de 2016.
A Nvidia anunciou oficialmente a primeira placa de vídeo usando GDDR5X, a GeForce GTX 1080 baseada em Pascal em 6 de maio de 2016. Mais tarde, a segunda placa gráfica a usar GDDR5X, a Nvidia Titan X em 21 de julho de 2016, o GeForce GTX 1080 Ti em 28 de fevereiro de 2017, e Nvidia Titan Xp em 6 de abril de 2017.